# Regiunea Plateaux, Togo
Regiunea Plateaux este una dintre cele 5 unități administrativ-teritoriale de gradul I ale Togo. Cuprinde un număr de 9 prefecturi:
- Agou
- Amou
- Danyi
- Est-Mono
- Haho
- Klotofecture
- Moyen-Mono
- Ogou
- Wawa